# سیرت رسول‌الله (ابن اسحاق)
سیرة رسول‌الله یا زندگی رسول خدا که به سیرهٔ ابن اسحاق مشهور است، اثر محمد بن اسحاق بن یسار از مورخان تاریخ اسلام است. این کتاب نخستین سیرهٔ نسبتاً جامع از زندگی محمد پیامبر اسلام است و به‌عنوان اولین کوشش اصیل در این زمینه شناخته می‌شود. کتاب، اخبار تاریخی از آغاز خلقت آدم تا پایان زندگی پیامبر را شامل می‌شد. بعدها ابن هشام مطالبی را که مربوط به زندگی پیامبر نمی‌شد، به‌عنوان زوائد حذف کرد. سیرهٔ ابن اسحاق دارای ساختار منظمی است و نشانگر این است که احتمالاً علاوه بر تلاش‌های خود او، تحت‌تأثیر استادان خویش نیز بوده‌است. ابن اسحاق به‌خاطر تدوین کتاب در مدینه، متأثر از نقل‌های مدنی است که محدودیت‌هایی دارد، اما کتاب او در عراق منتشر شد و ازهمین‌رو راویان سیرهٔ ابن اسحاق شرقی هستند. او تحت‌تأثیر راویان یهودی، مسیحی یا مسلمانانی متأثر از اهل کتاب بوده و بخش اول اثرش را — که کتاب المبتدأ نام داشته و بعدها ابن هشام آن را زدود — از طریق این افراد نوشته‌است. او به‌دلیل نقل بسیاری از احادیث و فضایل اهل بیت پیامبر و امیر المؤمنین علی بن ابی‌طالب در کتابش، توسط مخالفانش به تشیع نسبت داده شد. ترجمۀ فارسی کامل این کتاب با عنوان «سیره محمد رسول الله» در سه جلد با ترجمۀ مسعود انصاری توسط انتشارات مولی در سال ۱۳۹۲ به چاپ رسید. 